# غواصة ساحلية

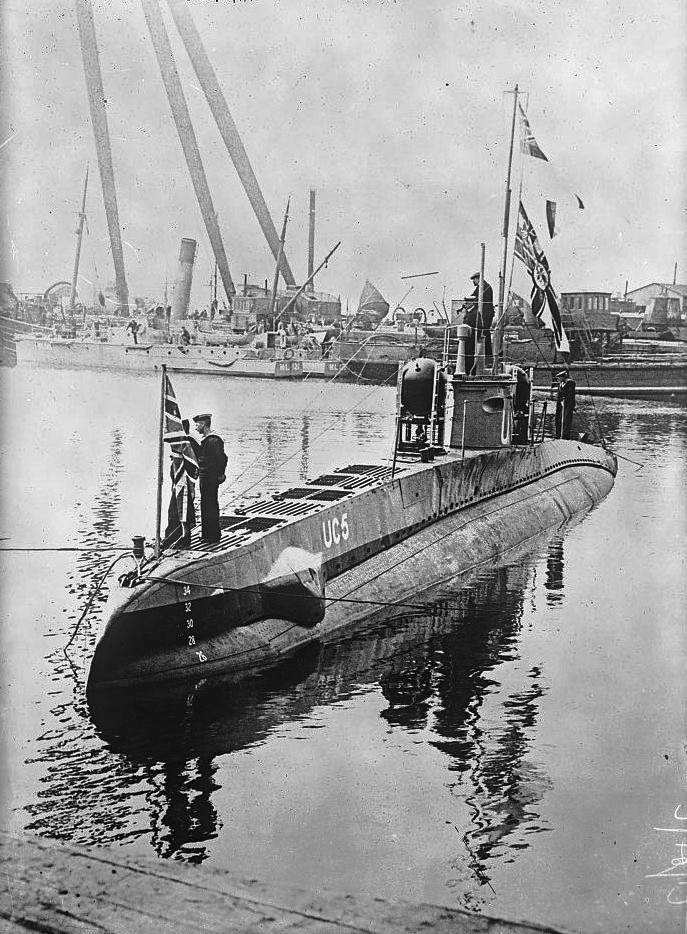
غواصة ألمانية من نوع UC I تعمل على حفر الألغام

الغواصة الساحلية  هي غواصة صغيرة يمكنها تصميمها من المناورة بشكل أكبر. يعتبر هذا النوع من الغواصات مناسب للغوص في المناطق الضحلة مثل القنوات المائية والموانئ الساحلية. على الرغم من عدم تحديد حجم هذا النوع من الغواصات بدقة، إلا أن هذه الغواصات الساحلية أكبر من الغواصات القزمة، ولكنها أصغر من الغواصات البحرية التي تم تصميمها للقيام بدوريات طويلة في المحيط المفتوح. يعد حجم هذه الغواصة الصغير مشكلة، حيث يكون خزان وقودها اصغر لذلك لا يمكنها قطع مسافات طويلة، كما يؤثر الحجم على مقدار المواد الغذائية المتوفرة عليها، كما وعدد الأسلحة المحمولة. ولكن وبالرغم من هذه المشاكل تتميز هذه الغواصات بالوصول إلى مناطق يتعذر الوصول إليها إلى غواصات أكبر، ويكون اكتشافها أكثر صعوبة.

## أمثلة
- الغواصة الألمانية فئة يو بي 1
- الغواصة الألمانية فئة يو بي II
- االغواصة الألمانية فئة يو بي III
- الغواصة الألمانية فئة يو يو سي I
- الغواصة الألمانية فئة يو سي II
- الغواصة الألمانية فئة يو سي III
- غواصة بريطانية من فئة H

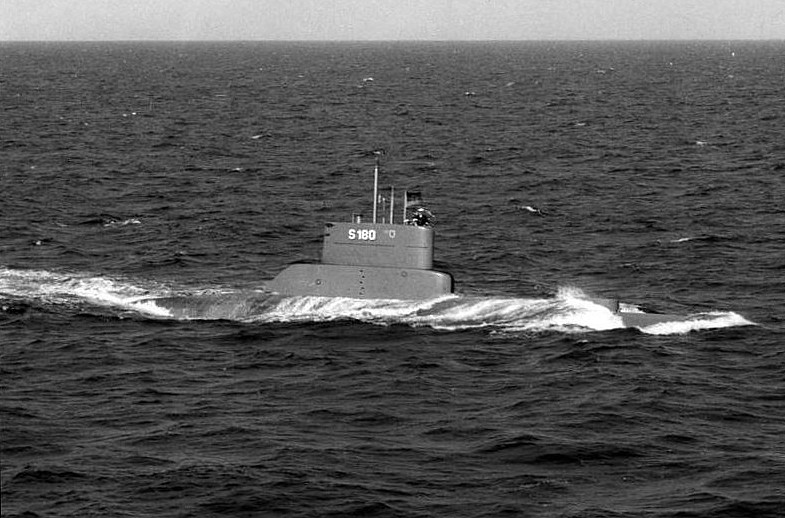
غواصة تايب 205 يو-1

- غواصة ألمانية من الفئة الثانية
- Mackerel-فئة submarine
- غواصة ألمانية من الفئة السابعة عشر
- غواصة الفئة الثالثة والعشرون
- غواصة من طراز Ha-201
- الغواصة تايب 201
- الغواصة تايب 205
- غواصة تايب 206
- غواصة Sang-O-class
- غواصة من طراز جوتلاند
- غواصة من طراز غدير
- غواصة من طراز Andrasta